# Kirchheim (Bas-Rhin)
Kirchheim település Franciaországban, Bas-Rhin megyében. Lakosainak száma 697 fő (2022. január 1.). Kirchheim Dahlenheim, Marlenheim, Odratzheim, Wangen és Westhoffen községekkel határos.

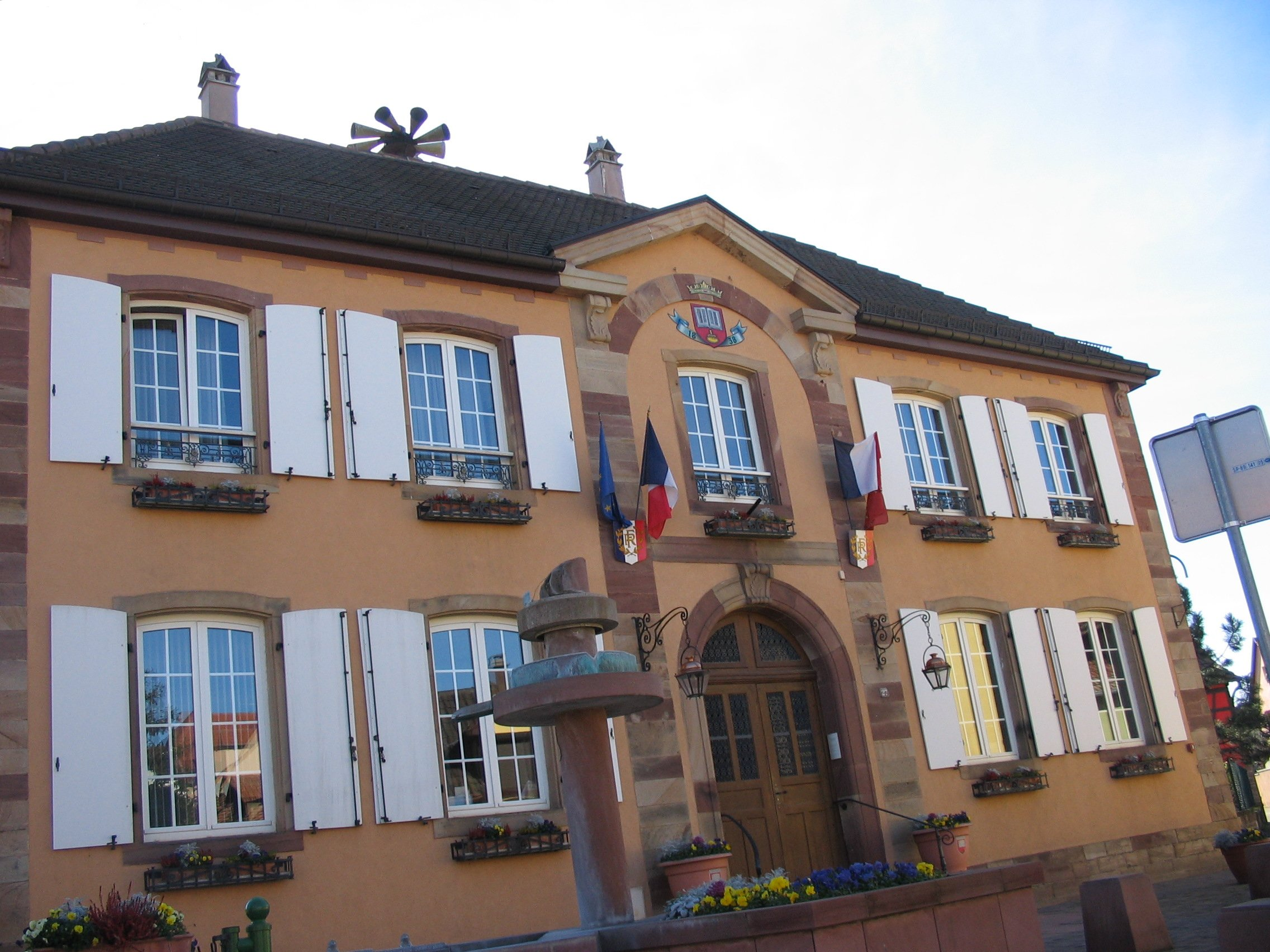
A tanácsház

## Népesség
A település népességének változása:
| Lakosok száma | 674  | 685  | 692  | 706  | 712  | 719  | 712  | 704  | 697  |
|               | 2013 | 2015 | 2016 | 2017 | 2018 | 2019 | 2020 | 2021 | 2022 |